# مقاطعة تويسركان
مقاطعة تويسركان (بالفارسية: شهرستان تویسرکان) هي إحدى مقاطعات محافظة همدان في إيران. كان عدد سكان المقاطعة سنة 2016 حوالي 101,666 نسمة.